# Zeitausbeute
In der Chemie versteht man unter der Zeitausbeute einer Reaktion die Menge an gewonnenem Reaktionsprodukt innerhalb einer bestimmten Zeitspanne. Sie kann in Gramm, Kilogramm, Tonnen oder Mol je Sekunde, Minute, Stunde oder Tag angegeben werden.
Bei industriellen Prozessen der Synthesechemie ist eine hohe Zeitausbeute für die Wirtschaftlichkeit von erheblicher Bedeutung.